# Ammersdorf (Erding)

Ammersdorf von Südsüdwesten

Ammersdorf ist ein Ortsteil der Großen Kreisstadt Erding, Landkreis Erding, Oberbayern. 

## Lage
Das Dorf liegt etwa 2,6 Kilometer südöstlich von Erding. Am südlichen Ortsrand verläuft die B 388.  